# Carnavais, Malandros e Heróis
Carnavais, Malandros e Heróis: Para uma sociologia do dilema brasileiro é um livro escrito pelo antropólogo e professor Roberto Augusto da Matta publicado pela primeira vez no ano de 1979.

## Obra
O autor do livro, Roberto da Matta é conhecido por introduzir uma nova abordagem interpretativa para os principais dilemas e paradigmas da sociedade brasileira, estudando-os por meio de suas festividades e criações sociais.
A análise discorre do entendimento do cotidiano brasileiro com foco em seus rituais cotidianos, como o futebol, a música e principalmente o Carnaval. O autor dá um enfoque especial no carnaval, buscando encontrar uma definição simbólica, dramática e ritualística desse evento no mundo social brasileiro.
Da Matta também apresenta de forma dramatizada, os atores ou heróis desse mundo social brasileiro, que correspondem a três personagens sociais: o Malandro, o Caxias e o Renunciador. O primeiro é exemplificado pelo personagem Pedro Malasartes, que retrata um indivíduo sem escrúpulos, que esta sempre indo contra as regras sociais e desconhece autoridade. O Caxias representa a ordem e a hierarquia enquanto o renunciador é o meio termo entre eles, sendo aquele que rejeita o mundo como ele se apresenta.